# Коменсалізм

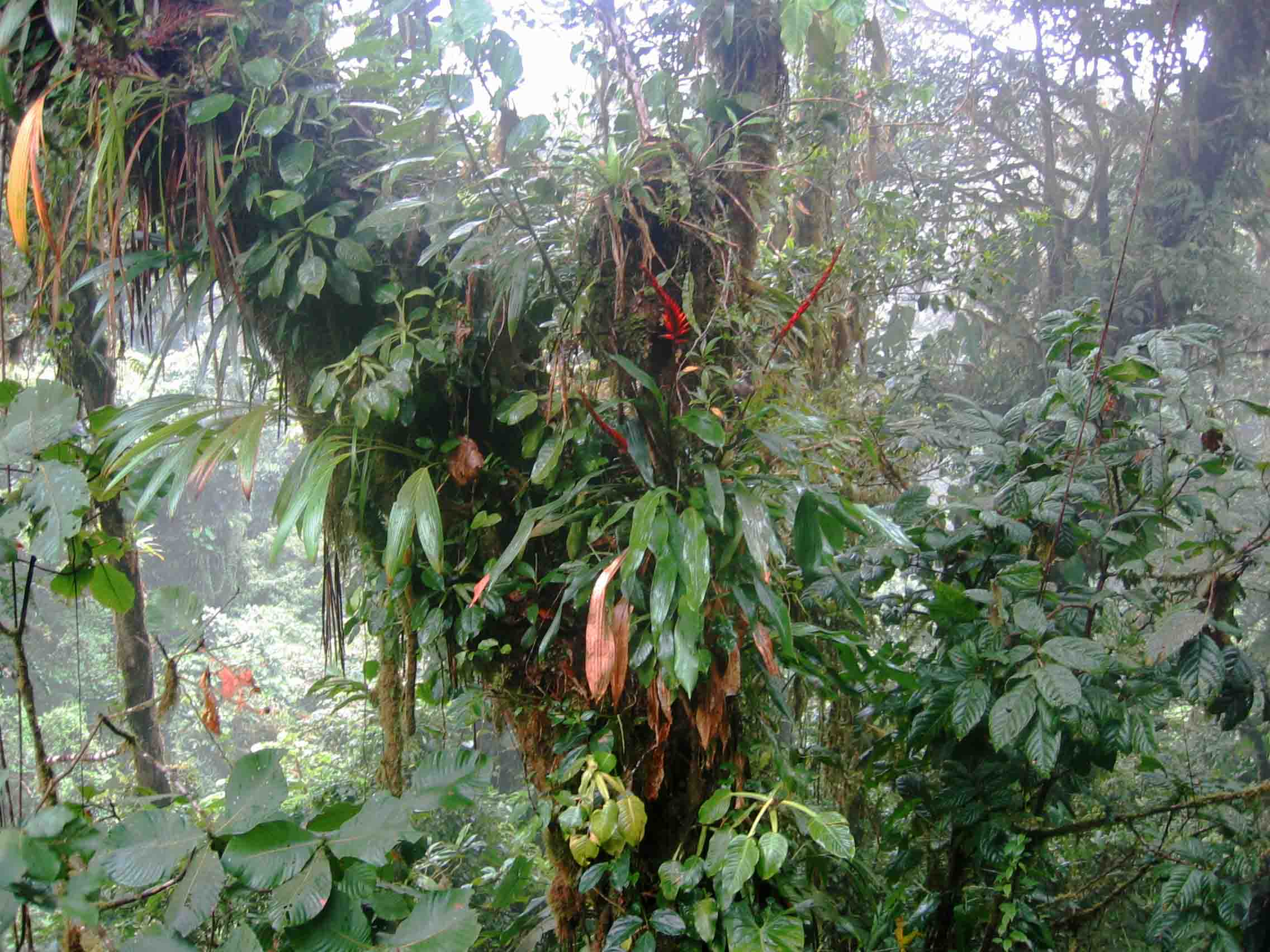
Дерево, покрите епіфітами (Коста-Рика)

Коменсалі́зм (від лат. cum — «разом з» і mensa — «стіл») — вид симбіотичної взаємодії між двома живими організмами, коли один з них — коменсал — отримує від другого їжу чи іншу користь, не зашкоджуючи йому, але й не надаючи ніяких переваг. Як й інші екологічні взаємодії, коменсалізм варіюється залежно від близькості та тривалості стосунків від щільних симбіозів, які тривають все життя, до короткочасних слабких взаємодій через посередників.
Термін «коменсалізм» походить від латинського виразу cum mensa, тобто «за одним столом», і початково застосовувався для позначення поведінки тварин, які слідують за хижаками і живляться залишками вбитої ними здобичі після того, як хижак насититься. Але сучасне поняття коменсалізму ширше і включає до себе інші види взаємодій, під час яких організм-коменсал може отримувати від організму-хазяїна не тільки їжу, а також захист від ворогів, домівку, використовувати його як транспортний засіб чи опору, не заважаючи хазяїнові.
Коменсальні відносини часто відбуваються між великим організмом-хазяїном і значно меншим порівняно з ним організмом-коменсалом. Організм-хазяїн при цьому зостається незайманим цією взаємодією; на відміну від нього коменсал, навпаки, може демонструвати значні пристосування в будові тіла і поведінці, які полегшують йому участь в коменсальних стосунках. Наприклад, риби-прилипали пересуваються, причепившись до акули чи іншої великої риби; як прилипали, так і риби-лоцмани живляться недоїдками, що залишається після їжі хазяїв.
Інший цікавий приклад харчових коменсальних стосунків демонструють деякі види птахів Нового Світу, які слідують за колонами мандрівних мурашок і ловлять комах, павуків, багатоніжок, дрібних амфібій і плазунів, що їх сполохує на своєму шляху мурашина навала. Самих мурашок ці птахи, як правило, не їдять; багато з них повністю залежать від мурашок в своєму харчуванні, оскільки не вміють самі полювати на комах. Також багато різноманітних видів птахів живляться комахами, яких сполохують при пересуванні великі травоїдні, чи видзьобують черв'яків та інших безхребетних з землі, яку вивертає на поверхню плугом. Коменсалами також є багато нешкідливих видів вошей і бліх, які живляться пір'ям птахів чи відмерлими лусками шкіри ссавців.
Коменсальні відносини, які базуються на наданні захисту, демонструє риба-клоун (Amphiprion percula): ховаючись між пекучими щупальцями морських анемон, які їй не завдають шкоди, вона отримує надійний захист від хижаків.
Окремі види коменсальних відносин мають свої власні позначення:
- Форезія — пересування одного організму на іншому, наприклад, риби-прилипали на акулі чи певних видів кліщів на гнойових жуках.
- Інквілінізм — користування іншим організмом як домівкою. Прикладом цього можуть бути рослини-епіфіти (зокрема, більшість орхідей), які ростуть на гілках дерев, але на відміну від рослин-паразитів живляться самостійно, не висмоктуючи соків з дерева-хазяїна. Інший приклад взаємодії демонструють птахи, що гніздяться в дуплах дерев.
- Метабіоз — непряма залежність, в межах якої коменсал користується чимось, що було вироблено організмом-хазяїном, але після його смерті. У такий спосіб, наприклад, раки-самітники користуються для захисту свого м'якого тіла порожніми раковинами молюсків.

Щодо питання, чи є взаємодія людини з певними типами її кишкової та вагінальної мікрофлори коменсалізмом чи мутуалізмом, серед спеціалістів поки що немає згоди. Існує думка, що деякі види організмів, які входять до складу мікрофлори, не виконують ніяких корисних для людини функцій.
Деякі біологи вважають, що будь-які досить близькі стосунки між організмами взагалі ніколи не можуть бути повністю нейтральними, і стосунки, які вважаються коменсальними, насправді є мутуалістичними чи паразитичними у якийсь неочевидний спосіб. Наприклад, епіфіти — це насправді «харчові пірати», які перехоплюють значну кількість мінеральних речовин і води, які інакше потрапили б до рослини-хазяїна. Велика кількість епіфітів також може зламати гілку дерева-хазяїна чи загородити від нього сонячне світло, заважаючи процесу фотосинтезу в його листі.

## Приклади коменсальних відносин
- Риба-прилипала і акула (чи інша велика риба).
- Риба-клоун і морський анемон.
- Птахи і мандрівні мурашки.
- Ракоподібні та молюски:
  - Раки-самітники користуються раковинами померлих молюсків для захисту.
  - Дрібні краби живуть в раковинах молюсків і живляться залишками їжі молюсків.
- Птахи, що живуть в дуплах дерев.
- Епіфіти — рослини, які ростуть на гілках високих дерев.